# Quintus Gavius Atticus

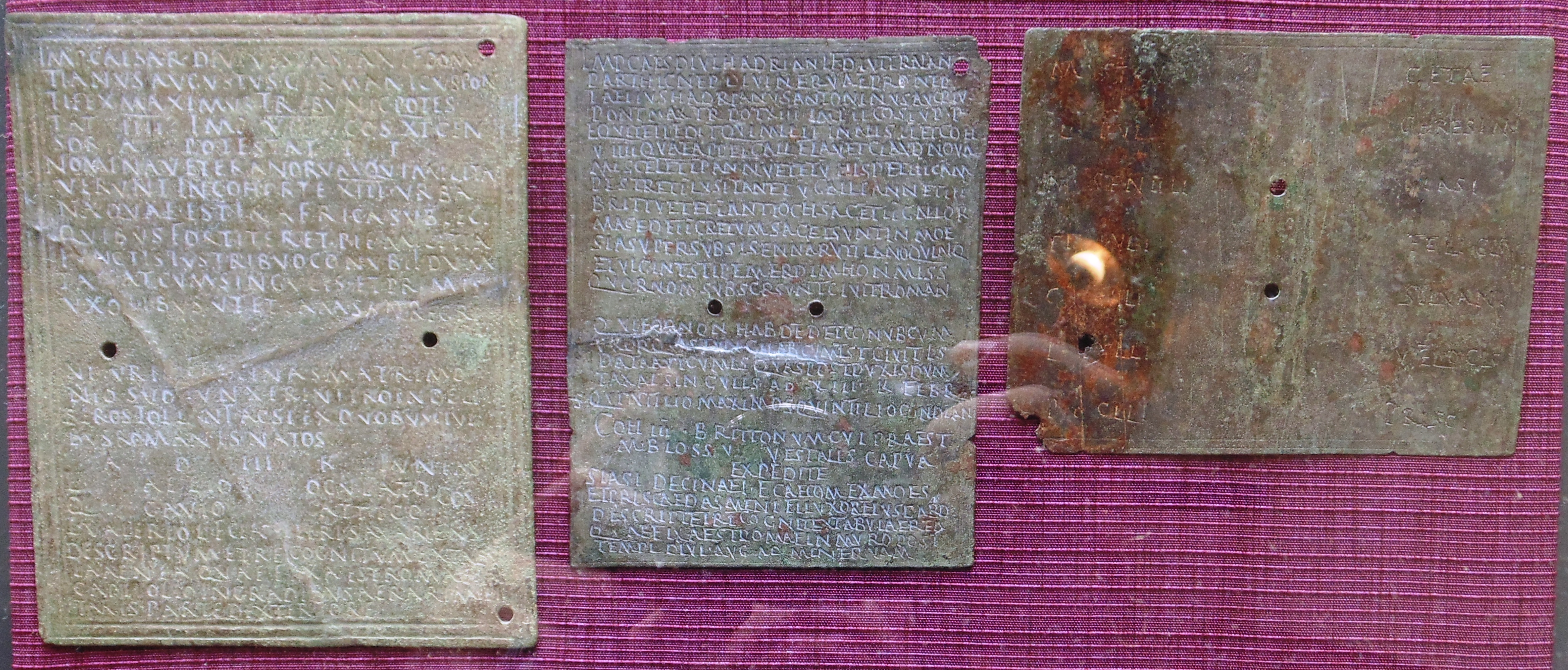
Das Militärdiplom ist links das erste der drei abgebildeten Diplome

Quintus Gavius Atticus war ein im 1. Jahrhundert n. Chr. lebender römischer Politiker.
Durch zwei Militärdiplome, die auf den 30. Mai 85 datiert sind, ist belegt, dass Atticus 85 zusammen mit Lucius Aelius Oculatus Suffektkonsul war.